# Răzvan Pădurețu
Răzvan Pădurețu (Bucarest, 19 giugno 1981) è un ex calciatore rumeno, di ruolo centrocampista.

## Palmarès

### Club

#### Competizioni nazionali
- Campionato rumeno: 2

Dinamo Bucarest: 2001-2002
Unirea Urziceni: 2008-2009